# Hugo Miguel Fernandes Vieira
Hugo Miguel Fernandes Vieira, noto semplicemente come Hugo Vieira o Hugo (Braga, 11 agosto 1976), è un ex calciatore portoghese, di ruolo difensore.

## Carriera

### Club

#### Braga
Nato a Braga, Hugo Vieira cresce nelle giovanili della squadra della sua città, lo Sporting Braga, con cui ha modo di debuttare in Primeira Divisão a 19 anni. Successivamente disputa tre stagioni, tutte in massima serie portoghese, terminate al decimo, ottavo e quarto posto in campionato.

#### Sampdoria
Nell'estate 1997 viene acquistato dalla Sampdoria che riesce ad ingaggiare il promettente terzino sinistro soffiandolo a squadre come il Real Madrid. Dopo aver sofferto di pubalgia nei primi mesi a Genova, Hugo debutta in Serie A alla settima giornata contro il Milan (partita persa dai blucerchiati 0-3). Il portoghese termina la stagione 1997-1998 con 19 presenze, collezionate perlopiù partendo dalla panchina.
L'annata successiva, con Spalletti in panchina, è ancora acciaccato dalla pubalgia e la Sampdoria retrocede in Serie B. In serie cadetta Hugo ha maggior opportunità di farsi vedere e per ciò scende in campo 25 volte nella Serie B 1999-2000. Con i blucerchiati ha totalizzato 34 presenze in Serie A e 25 in Serie B dal 1997 al 2000.

#### Sporting Lisbona
Nel 2000 torna in patria, allo Sporting Lisbona, con cui vince il campionato e la coppa portoghese 2001-2002. Sempre nel 2002 conquista la Supercoppa del Portogallo, trionfando 5-1 contro il Leixões. Resta in maglia leões per altri quattro anni, collezionando 64 gettoni di presenza e tre reti in campionato.

#### Vitória Setúbal
Nel 2006 si trasferisce al Vitória Setúbal, con cui vince la Coppa di Lega 2007-2008, in finale contro lo Sporting, sua ex squadra. Nel 2009, dopo tre anni, lascia Setúbal, dopo aver disputato 33 gare e aver segnato un gol.

#### Beira-Mar
Nel 2009 a 33 anni si aggrega al Beira-Mar, compagine di Segunda Liga. Alla fine del 2009-2010 vince il campionato di seconda divisione e viene promosso in Primeira. La squadra di Aveiro disputa due stagioni in massima serie, prima di scendere in cadetteria al termine della Primeira Liga 2012-2013. Hugo Vieira, dopo questa retrocessione, lascia il calcio giocato nel settembre 2013, a 37 anni, dopo aver totalizzato 186 partite nella massima serie portoghese in 14 stagioni.

### Nazionale
Hugo è stato convocato per quattro partite della nazionale portoghese under-18, di cui tre del "Torneo Internazionale Caligaris" disputatosi in Italia nel 1994.

## Palmarès

### Club
- Campionato portoghese: 1

Sporting Lisbona: 2001-2002
- Coppa del Portogallo: 1

Sporting Lisbona: 2001-2002
- Supercoppa di Portogallo: 1

Sporting Lisbona: 2002
- Coppa di Lega portoghese: 1

Vitória Setúbal: 2007-2008
- Segunda Liga: 1

Beira-Mar: 2009-2010